# Taiwangoudhaan
De Taiwangoudhaan (Regulus goodfellowi) is een zangvogel uit de familie van Regulidae.

## Verspreiding en leefgebied
Deze soort is endemisch in Taiwan.